# Teorija samokategorizacije
Teorija samokategoriziranja je teorija Johna Turnerja in je odgovor na kritike teorije socialne identitete, pri oblikovanju katere je Turner sodeloval s Henrijem Tajflom. Namesto pojmov osebne identitete in socialne identitete Turner uporablja pojem samokategorizacije, pri čemer so samokategorizacije na osebni ravni (npr. pripisovanje si lastnosti) osnova za razvoj skupinske pripadnosti.

## Značilnosti Turnerjeve teorije
Na podlagi samokategorizacij na osebni ravni se razvijejo samokategorizacije na skupinski ravni, če si posazmezniki delijo kategorijo na osebni ravni. Samokategorizacije na osebni ravni se izražajo v osebnih občutjih, preferencah, pritožbah, tiste na skupinski ravni pa omogočajo organizirano delovanje, npr. protest. Pri čemer je skupinsko delovanje mogoče doseči šele če se osebe samokategorizirajo z uporabo istega stereotipa, ki si ga deli skupina. To pa vodi v depersonalizacijo. Obstoječa zaloga stereotipov je osnova za kolektivno akcijo, pri čemer je kognitivno procesiranje (še posebej samostereotipiziranje) njen motor.
Teorija samokategorizacija omogoča razumevanje socialnega vpliva:
1. kaj vpliva: kar potrjuje posameznikovo samokategorizacijo
2. kdo vpliva: člani posameznikove skupine
3. na koga vpliva: na tiste, ki se identificirajo s kategorijo oziroma skupino

Samokategorizacija je močno odvisna od družbenega konteksta. Vedno obstaja množica možnih kategorizacij, katero bo posameznik uporabil je odvisno od t. i. razmerja meta kontrastov (ang. meta-contrast ratio). To je razmerje razlik znotraj kategorije in razlik med kategorijami. Kadar so slednje glede na razlike znotraj skupine majhne, je malo verjetno, da bo prišlo do kolektivne akcije, ampak prej do osebne atribucije. A. Hepburn ponuja zanimiv primer, in sicer če se posamezni delavci med seboj zelo razlikujejo in hkrati ni velike razlike med njimi in menedžerji, bodo svoje nezadovoljstvo pripisali svojim osebnim značilnostim in ne svojemu družbenemu položaju.

## Kritike teorije
Kritiki teorije samokategorizacije poudarjajo premajhno osredotočenost na to, kako se kategorije tvorijo in kako lahko posamezniki ustvarijo ali poustvarijo posamezne kategorije.